# Nicholas Katzenbach
Nicholas deBelleville Katzenbach (ur. 17 stycznia 1922 w Filadelfii, zm. 8 maja 2012 w Skillman) – amerykański prawnik, działacz Partii Demokratycznej.

## Życiorys
Ukończył Phillips Exeter Academy, Uniwersytet Princeton i Yale Law School. W latach 1947–1949 przebywał w ramach stypendium na Uniwersytecie Oksfordzkim.
Pracował jako adwokat w Trenton w stanie New Jersey. W latach 1952–1956 pracował jako wykładowca w Yale Law School, a w latach 1956–1960 na University of Chicago.
Od 1962 do 1964 pełnił urząd 6. zastępcy prokuratora generalnego, zaś od 11 listopada 1965 do 2 października 1966 był prokuratorem generalnym (zastąpił na tym stanowisku Roberta Kennedy’ego). Wprowadzał w życie równouprawnienie rasowe. Od 3 października 1966 do 20 stycznia 1969 był zastępcą sekretarza stanu, zaś od 1969 do 1979 sprawował funkcję wiceprezesa koncernu IBM.
Katzenbach reprezentował administrację Prezydenta J. F. Kennedy'ego w trakcie Prostestu w Drzwiach Szkoły zorganizowanej przej Georga Wallace'a na terenie kampusu Uniwersytetu Alabamy.
Jego postać pojawia się w biograficznym filmie telewizyjnym George Wallace, gdzie gra go Ron Perkins